# Spinozotroctes thouvenoti
Spinozotroctes thouvenoti är en skalbaggsart som beskrevs av Tavakilian och Néouze 2007. Spinozotroctes thouvenoti ingår i släktet Spinozotroctes och familjen långhorningar. Inga underarter finns listade i Catalogue of Life.